# 基德·尼可斯
查爾斯·奧古斯特·「基德」·尼可斯（英語：Charles Augustus "Kid" Nichols，1869年9月14日—1953年4月11日），為美國職棒大聯盟的投手。他的身高178公分，體重79公斤，後來他在1949年入選名人堂。而他也是大聯盟史上最年輕拿下生涯300勝的投手，當時他年僅30歲便達成此項紀錄。

## 職業生涯
尼可斯在18歲時加入小聯盟，開啟他的職業生涯。1890年，21歲的尼可斯登上大聯盟。他在菜鳥年便投出27勝19敗，防禦率2.23的成績。接下來他締造了連續10年拿下單季至少20勝，其中1891年至1898年期間，他8年更是拿下7次單季30勝以上。1896年至1898年，他連續拿下國聯勝投王。期間勇士隊拿下5次國聯冠軍，尼可斯的勝場貢獻值更幾乎都是全隊最高。
1900年，尼可斯拿下13勝16敗，不過他在隔年馬上將勝場數推高到19勝。1902年到1903年，尼可斯離開食豆人隊，加入了位於堪薩斯市的一支小聯盟球隊執教。1904年，他被紅雀隊相中，並在球隊擔任球員兼總教練。隔年他被交易到費城人隊，最後在1906年宣布退休。
尼可斯生涯拿下362勝208敗，他在1899年以30歲之齡加入300勝俱樂部，成為大聯盟史上最年輕拿下生涯300勝的投手。而他的勝場數目前在大聯盟仍排名第六高。

## 晚年
退休之後，尼可斯和另一位棒球選手喬·汀克曾合作往電影業方向發展。除了棒球以外，尼可斯也很擅長打保齡球。他在64歲的時候還拿過堪薩斯市的保齡球比賽冠軍。
1949年，尼可斯入選名人堂。他曾說這輩子有兩件是最令他感到驕傲，第一是入主古柏鎮；第二是他在大聯盟期間從來沒有在投手丘上被總教練換下。
1952年10月，尼可斯因為感覺脖子疼痛而就醫診治。醫生先給他檢查單詢問他是否接受檢查，但尼可斯卻一直拖到該年世界大賽結束後才繳交檢查單。結果檢查結果後發現癌細胞已病變擴散至全身，最後他在1953年4月去世，享年83歲。

## 生涯投球數據
| 勝投 | 敗投 | 防禦率 | 出賽場次 | 先發 | 完投 | 完封 | 投球局數 | 安打 | 失分 | 自責分 | 全壘打 | 保送 | 三振 | 暴投 | 觸身球 |
| ---- | ---- | ------ | -------- | ---- | ---- | ---- | -------- | ---- | ---- | ------ | ------ | ---- | ---- | ---- | ------ |
| 362  | 208  | 2.96   | 621      | 562  | 532  | 48   | 5067.1   | 4929 | 2480 | 1664   | 156    | 1272 | 1881 | 169  | 129    |

## 外部連結
- 球員資訊和成績在MLB，ESPN，Baseball-Reference，Fangraphs（英文）
- 基德·尼可斯在台灣棒球維基館上的頁面（繁體中文）